# Dikraneura vittata
Dikraneura vittata är en insektsart som beskrevs av Borland 1955. Dikraneura vittata ingår i släktet Dikraneura och familjen dvärgstritar. Inga underarter finns listade i Catalogue of Life.